# Бабушкин, Дмитрий Никандрович
Дмитрий Никандрович Бабушкин (ум. 1890) ― русский купец 1-й гильдии, предприниматель, крупный благотворитель, гласный Нижегородской городской думы, пионер нижегородского пивоварения.

## Биография
О времени и месте рождения Дмитрия Бабушкина сведений не сохранилось. Известно, что до 1860-х годов он был купцом 2-й гильдии, владел домом и медоваренным заводом в Макарьевской части (Канавинская слобода) Нижнего Новгорода. В 1863 году открыл свой первый пивоваренный завод, который производил не более 20 тыс. вёдер пива в год, что было сравнительного немного для 1870-х годов в целом по Российской империи. Со временем предприятие стало более успешным. В 1877 году купец просил местные власти разрешить постройку нового пивоваренного завода на месте своего дома. По проекту завод должен был быть двухэтажным, со стоящим рядом двухэтажным флигелем; оснащался паровым котлом; в производстве использовалось, в основном, заграничное сырьё.
В 1871 году Дмитрий Никандрович впервые избирается гласным Городской думы Нижнего Новгорода. В общей сложности, он исполнял обязанности гласного три срока: в 1871—1874, 1875—1878 и 1887—1890 годах.
Дмитрий Никандрович был также известен как основоположник развития здравоохранения в Нижнем Новгороде. На его пожертвования 21 июля 1886 года в Канавинской слободе открылось первое больничное учреждение, названное в честь основателя — Бабушкинская больница. Под больницу приспособили пожертвованный купцом каменный дом на Новинской улице (сегодня — улица Долгополова). Бабушкин выделил 20 тыс. рублей начального капитала на содержание и обеспечение учреждения. Тем не менее, больница была платная (из 30 коек, только пять были бесплатными и содержались на средства Бабушкина).
Дмитрий Никандрович умер 17 августа 1890 года. Наследницей купца стала его дочь Евдокия Дмитриевна Горинова, к которой перешёл пивоваренный завод.